# Karl Friedrich Schumann
Karl Friedrich Schumann (* 17. Februar 1884 in Bochum; † 13. April 1945 in Lüdenscheid) war ein deutscher Kommunalpolitiker der NSDAP. Er war von 1936 bis 1944 Oberbürgermeister der Stadt Lüdenscheid.

## Leben
Schumann stammte aus Berlin. Er war als Prokurist tätig und der NSDAP beigetreten. Bereits vor 1933 war er für die Gauleitung der NSDAP in Berlin tätig. Am 25. August 1936 wurde er für zwölf Jahre zum Oberbürgermeister von Lüdenscheid ernannt. Als Oberbürgermeister war er Mitglied mehrerer Aufsichts- und Verwaltungsräte. In seiner Amtszeit wurde u. a. 1937 die Kunstgemeinde in Lüdenscheid „liquidiert“. Schumann war während seiner Amtszeit Mitglied mehrerer Aufsichts- und Verwaltungsräte in Lüdenscheid.
Er blieb bis zum 12. Februar 1944 im Amt, aus dem er nach Auseinandersetzungen mit dem NSDAP-Gauleiter Albert Hoffmann ehrenvoll entlassen wurde. Als sein Amtsnachfolger wurde zunächst kommissarisch und am 15. August 1944 definitiv der bisherige Bürgermeister Otto Hagedorn aus Werdohl ernannt.
Am Abend des 13. April 1945, dem Tag der Besetzung Lüdenscheids, beging Schumann gemeinsam mit Ehefrau und Tochter Suizid. Er befürchtete offenbar Repressalien, da er bereits vor 1933 in Berlin für die dortige NSDAP-Gauleitung tätig war.